# Johann Lutter von Kobern
Johann Lutter von Kobern (* unbekannt; † 14. Oktober 1536 in Koblenz) war ein kurfürstlicher Vogt in Waldesch und Raubritter. Der am Alten Kaufhaus in Koblenz angebrachte Augenroller, um den sich zahlreiche Legenden ranken, soll unter anderem ein Bildnis dieses Raubritters sein.

## Leben

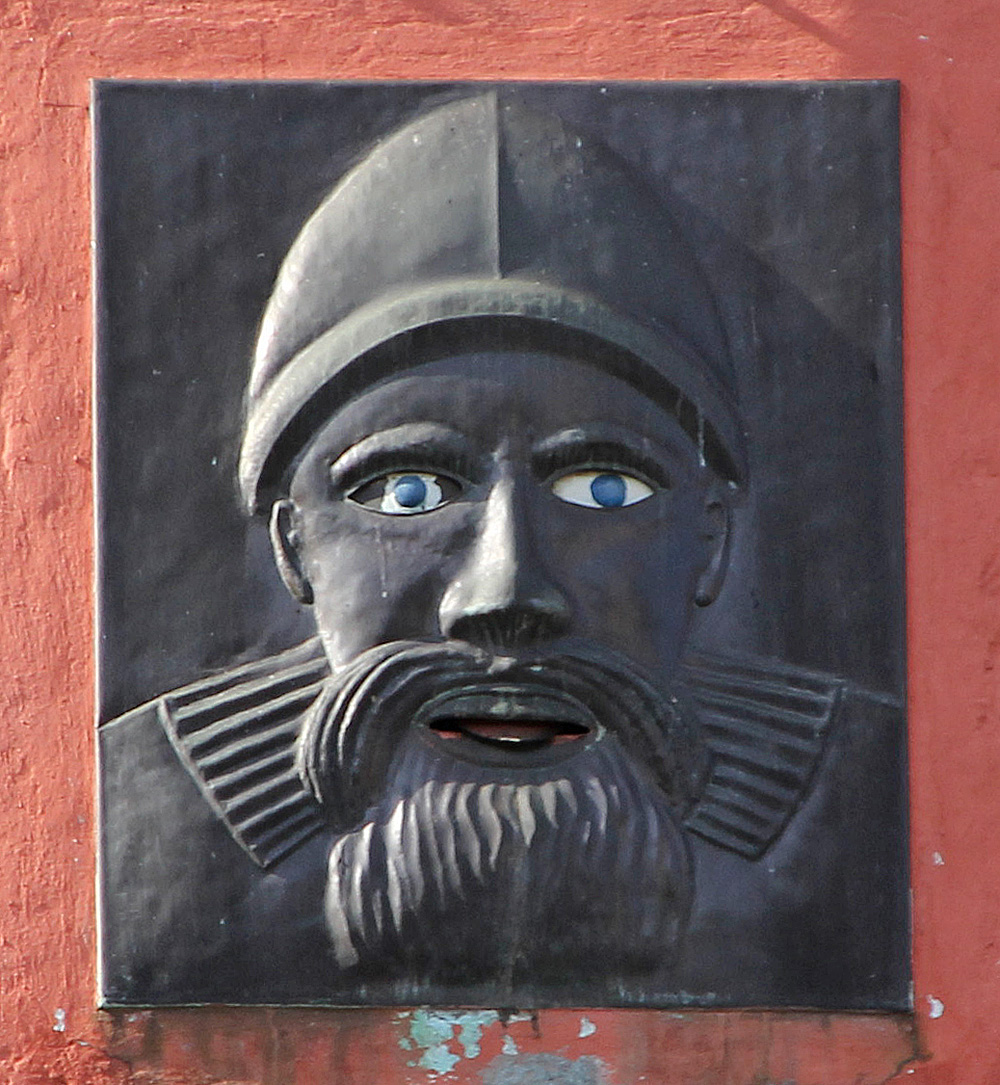
Der Augenroller am Alten Kaufhaus in Koblenz soll angeblich Johann Lutter von Kobern darstellen

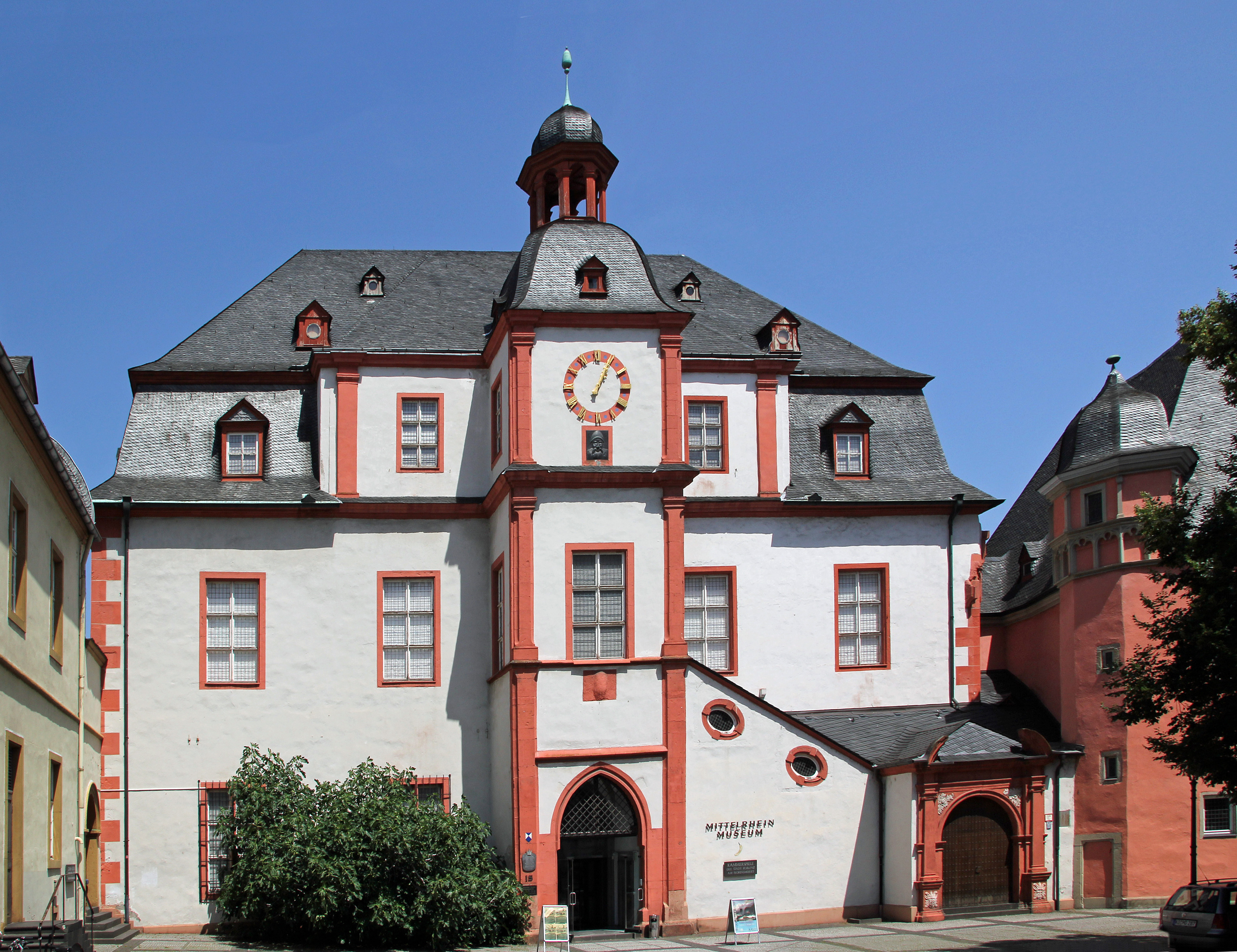
Das Alte Kaufhaus in Koblenz

Johann Lutter von Kobern wurde wahrscheinlich in Moselweiß, heute ein Stadtteil von Koblenz, geboren. Er entstammte einer alten Koblenzer Adelsfamilie, die in Moselweiß ein Burghaus besaß. Sein Vater war Eberhard Lutter, der in Koblenz wichtige Ämter innehatte. Die Geschichte der Familie lässt sich bis ins 13. Jahrhundert zurückverfolgen. Seine Mutter war Eva von Milwalt, die einer seit dem 12. Jahrhundert im Rhein-Mosel-Raum und vor allem in Oberwesel begüterten Adelsfamilie entstammte. Johann Lutter von Kobern war Vogt in Waldesch im Dienste der Trierer Kurfürsten. Im Laufe seines Lebens verschuldete er sich und verarmte. Seine Frau Anna von Marburg starb im Juli 1537, ein knappes Jahr nach seiner Hinrichtung, ebenfalls.

## Legende des Augenrollers
Zusammen mit seinem Freund Friedrich Weisgerber wurde Johann Lutter von Kobern am 7. Mai 1536 von Bauern festgenommen, da beide bei Gillenbeuren stundenlang in den Büschen lagen und den Weg beobachteten. Sie wurden in Cochem in Haft genommen und der Wegelagerei und des Straßenraubs beschuldigt. Dort gaben beide zu, dass sie einem Kölner Kaufmann auflauern wollten. Nach den Verhören wurden beide an den kurfürstlichen Hofrat nach Ehrenbreitstein überstellt. Weitere Zeugenaussagen und die Geständnisse erwiesen, dass sie bereits früher an Überfällen beteiligt waren. Jedoch konnte ihnen zugutegehalten werden, dass keine der Taten vollendet wurde. Eine mildere Strafe kam aber trotzdem nicht in Frage, da Kaiser Karl V. 1532 eine Verschärfung der Strafen gegen das Raubrittertum verfügt hatte und jetzt ein Exempel statuiert werden sollte. Auch Bittschreiben an den Trierer Kurfürsten blieben wirkungslos und so wurde Johann Lutter von Kobern am 13. Oktober 1536 nach einem langwierigen Prozess in Koblenz zum Tode verurteilt. Die öffentliche Hinrichtung fand am 14. Oktober 1536 auf dem Plan in Koblenz statt. Der Legende nach soll er vor seiner Enthauptung mit dem Schwert den Richtern und dem Henker durch eindeutige Grimassen gezeigt haben, was er von der Koblenzer Rechtsprechung hielt. Die Prozessakten von 1536 sind erhalten geblieben und werden im Landeshauptarchiv Koblenz aufbewahrt.
Als das Koblenzer Alte Kaufhaus ab 1724 umgestaltet wurde, erhielt die von dem Uhrmacher Joseph Waltner erbaute Turmuhr einen aus Blech gefertigten Kopf mit beweglichen Augen, angeblich in Erinnerung an die Hinrichtung Johann Lutter von Koberns. In Verbindung mit dem darüber liegenden Uhrwerk rollen die Augen hin und her. Zu jeder vollen und halben Stunde streckt er zusätzlich die Zunge heraus. Bei den Luftangriffen auf Koblenz wurde das Gebäude 1944 zerstört. Die Figur wurde dabei zwar nicht zerstört, aber beschädigt. Nach dem Kriegsende wurde sie von der Ruine entfernt und später gestohlen. Mit Vollendung des Wiederaufbaus 1965 wurde am Alten Kaufhaus ein neuer Augenroller angebracht. Er gehört zu den Anziehungspunkten der Altstadt von Koblenz, sowohl für die einheimische Bevölkerung als auch für Touristen. Er ist allerdings einfacher gestaltet als sein Vorgänger und öffnet nicht mehr den Mund, sondern streckt nur noch die Zunge heraus.
Ob die ursprüngliche Bedeutung des Augenrollers tatsächlich in Verbindung mit dem Raubritter Johann Lutter von Kobern steht, ist fraglich, da die Sage erst lange nach der Hinrichtung und sogar der Anbringung am Turm auftaucht: Die erste Erwähnung der Figur in einer Stadtbeschreibung von 1744 macht keine Angaben zur Deutung. In einem Reiseführer von 1847 heißt es noch lediglich, Vorbild für die Darstellung sei ein hingerichteter Räuberhauptmann gewesen, der Name Lutter von Kobern wird erst 1879 genannt. Daher ist es wahrscheinlich, dass sich die heute geläufige Erzählung erst im 19. Jahrhundert nach und nach entwickelte, zudem gab es früher auch andere volkstümliche Erklärungen (z. B. das Bild stelle den ältesten Koblenzer Junggesellen dar, der seine Augen nach hübschen Mädchen verdrehe). Möglich ist auch, dass der ursprüngliche Augenroller von 1724 auf eines der ältesten Koblenzer Schöffensiegel zurückgeht. Dieses Siegel von 1287 stellt eine sechsblättrige Rose und einen hässlichen Männerkopf in der Mitte dar.
Ähnliche Figuren mit beweglichen Augen an Turmuhren, sogenannte Augenwender, gibt es zudem in verschiedenen Städten, z. B. in Köln mit dem Platzjabbeck am Rathaus. Eine mögliche Erklärung ist, dass diese Figuren an die im Mittelalter für die Sicherheit der Stadt so wichtigen Türmer erinnern sollen, die in alle Richtungen Ausschau nach möglichen Gefahren halten mussten (=Bewegen der Augen) und die Uhrzeit ausriefen (=Öffnen des Mundes beim Schlag der Uhr).